# Mittlere Brücke
Le Mittlere Brücke (en français le pont du milieu) est un pont sur le Rhin situé dans la ville de Bâle en Suisse.
Il s'agit du plus vieux pont rhénan entre le lac de Constance et la mer du Nord.

## Histoire

### Le pont médiéval
Le premier document qui parle du pont médiéval remonte à 1223. Un document de cette année montre que l'évêque Heinrich de Bâle (également connu sous le nom de Heinrich von Thun) a temporairement transféré le trésor de la cathédrale à un prêteur juif comme garantie pour le prêt. L'argent était prévu pour la construction de la Mittlere Brücke, le premier pont sur le Rhin à Bâle. C’était le pont le plus important de la région, et il a joué un rôle important dans le développement du commerce à Bâle. La date exacte de la construction est inconnue, mais elle a dû être au moins en partie achevée en 1224, puisqu'un document de cette année-là mentionne "Johannes sur le pont du Rhin".   
Dans deux documents de 1225, les monastères de St. Blasien et de Bürgeln sont exemptés du péage en échange de leurs contributions financières pour la construction du pont. Le péage constituait d’un paiement de 30 marks d’argent pour les mules, les chevaux et les marchandises traversant le pont. L'évêque s'approprie de cet argent jusqu'à ce que la dette envers les Juifs de Bâle soit remboursée.   
Le pont donne à la ville un formidable élan économique et, après sa construction, les villages de Niederbasel et Oberbasel forment la ville fortifiée « Kleinbasel » sur la rive droite du Rhin. Elle sera unite à « Grossbasel » en 1392.  

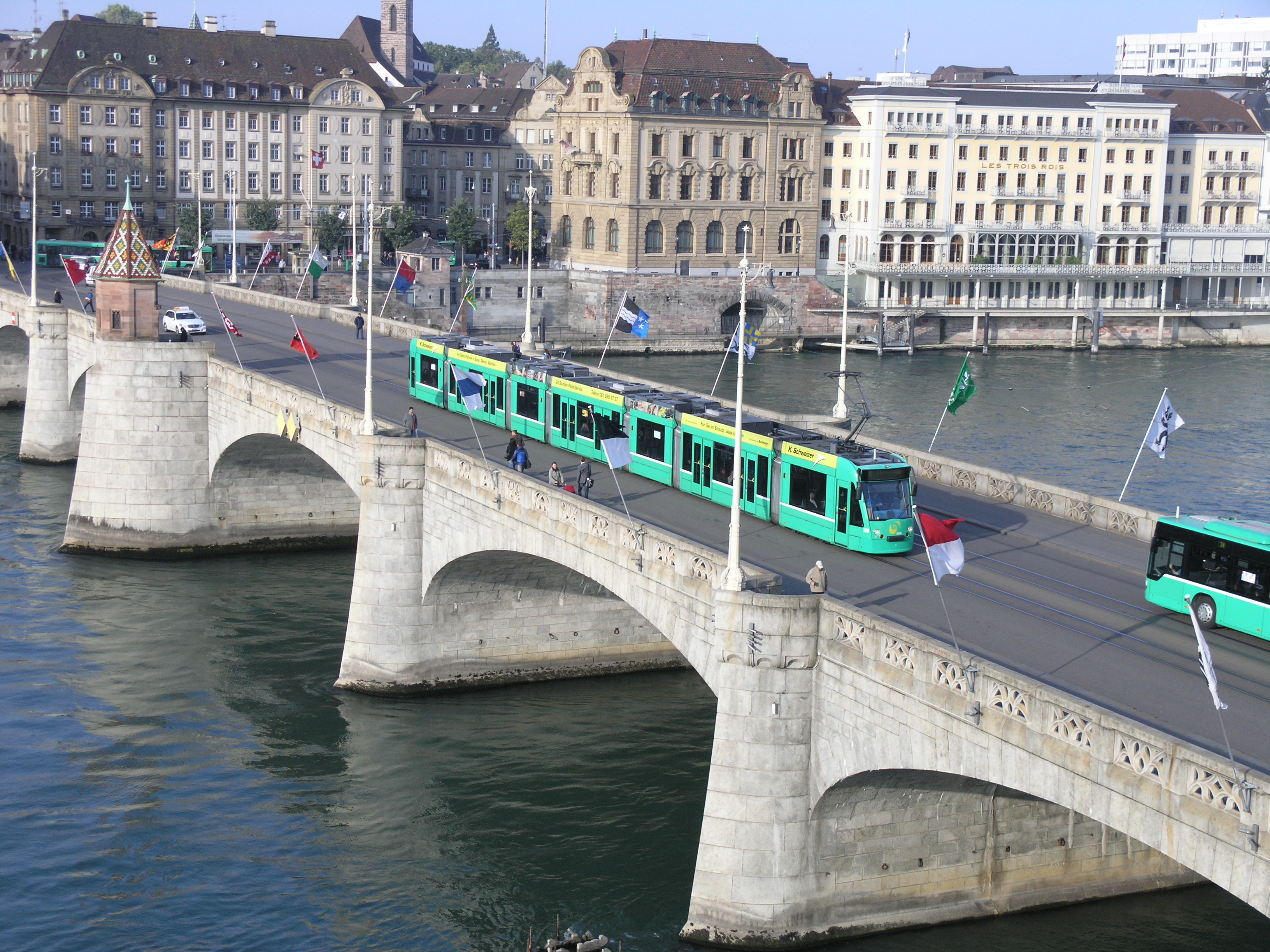
Le pont du Milieu - 2013